# DNA-Methyltransferasen
DNA-Methyltransferasen, auch DNA-MTasen genannt, sind Enzyme, die Methylgruppen auf Nukleinbasen der DNA übertragen. Die durch diese Enzyme katalysierte DNA-Methylierung hat eine Vielzahl biologischer Funktionen. In Bakterien werden sie unter anderem dazu genutzt, bakterieneigene DNA zu methylieren, damit beispielsweise Restriktionsenzyme Fremd-DNA und eigene DNA unterscheiden können. Alle bekannten DNA-Methyltransferasen verwenden S-Adenosyl-Methionin (SAM) als Methylgruppendonor.

## Klassifizierung

### EC-Klassifizierung
Die DNA-MTasen sind nach der Einteilung durch EC-Nummern mit drei Einträgen innerhalb der Methyltransferasen vertreten (EC 2.1.1 – ExPASy), die nach den chemischen Reaktionen, welche sie katalysieren, definiert werden:
- Methylierung von Adenin zu N6-Methyladenin innerhalb von DNA (EC 2.1.1.72)
- Methylierung von Cytosin zu N4-Methylcytosin innerhalb von DNA (EC 2.1.1.113)
- Methylierung von Cytosin zu 5-Methylcytosin innerhalb von DNA (EC 2.1.1.37)

| Die DNA-Methyltransferasen und das EC-Klassifizierungssystem Innerhalb des EC-Nummern-Systems sind die DNA-Methyltransferasen (im Bild englisch: DNA methyltransferases) keine Enzymklasse (ENZYME class) und kein einzelner Eintrag (ENZYME entry). Die DNA-Methyltransferasen haben drei Einträge (ENZYME entries) innerhalb einer längeren Liste der Methyltransferasen (Methyltransferases; ENZYME class: 2.1.1). Die Methyltransferasen gehören zu den Enzymen, die Gruppen mit einem Kohlenstoff-Atom übertragen (Transferring one-carbon groups; ENZYME class: 2.1), die wiederum zu den Transferasen gehören (Transferases; ENZYME class: 2). Die Einträge für DNA-Methylferasen lauten: - DNA (cytosine-5-)-methyltransferase (ENZYME entry: EC 2.1.1.37), - Site-specific DNA-methyltransferase (adenine-specific) (ENZYME entry: EC 2.1.1.72) und - Site-specific DNA-methyltransferase (cytosine-N(4)-specific) (ENZYME entry: EC 2.1.1.113). Die Angaben mit dem Wort „ENZYME“ wurden auf dem ExPASy SIB Bioinformatics Resource Portal gefunden (Abruf 17. Oktober 2019, z. B.). |

### Einteilung nach dem Methylierungszustand der DNA (Wartung undde novo)
Bei Lebewesen mit ausgeprägter Differenzierung werden die DNA-Methylasen nach ihrem Auftreten in verschiedenen Entwicklungsstadien eingeteilt. Bei Pflanzen und Tieren ist die Differenzierung häufig mit umfassenden Änderungen des Methylierungszustandes der DNA verbunden; das wurde besonders bei verschiedenen Modellorganismen, zum Beispiel bei der Acker-Schmalwand (Arabidopsis thaliana, stellvertretend für die Gefäßpflanzen) und bei der Hausmaus (Mus musculus, stellvertretend für die Säugetiere) untersucht.
De-novo-DNA-Methyltransferasen (englisch de novo DNA methyltransferases) erkennen spezifische Stellen in der DNA, welche es ihnen erlauben, Cytosin de novo zu methylieren. Dies ist bei Säugetieren besonders in der frühen Embryonalentwicklung wichtig, da durch sie ein Methylierungsmuster aufgebaut wird (siehe auch genomische Prägung).
DNA-Methyltransferasen zur „Wartung“ (englisch maintenance) fügen Methylgruppen an solchen Stellen der DNA an, an denen an einem DNA-Strang schon eine Methylgruppe vorhanden ist. Dadurch wird das Methylierungsmuster, welches einmal in der Embryonalentwicklung durch die De-novo-DNA-Methyltransferasen aufgebaut wurde, erhalten.